# صغيرلو
صغيرلو (بالإنجليزية: Saghirlu)‏ هي مستوطنة تقع في قسم اجارود الشمالي الريفي في إيران. يقدر عدد سكانها بـ 64 نسمة .